# Ubisoft
Ubisoft, oficjalnie Ubisoft Entertainment SA, dawniej Ubi Soft Entertainment Software – francuski producent i wydawca gier komputerowych. Ma oddziały w 20 krajach, łącznie z rozwijającymi się studiami, m.in. w Montrealu, Toronto, Barcelonie, Karolinie Północnej, Düsseldorfie oraz Mediolanie.

## Historia
Przedsiębiorstwo zostało założone w 1986 we Francji przez pięciu braci Guillemot. Yves Guillemot zawiązał współpracę z Electronic Arts, Sierra On-Line i MicroProse; koncerny te zaczęły rozpowszechniać gry Ubisoftu. Pod koniec lat osiemdziesiątych XX wieku Ubisoft zaczął rozwijać się na rynkach zagranicznych, między innymi w Stanach, Wielkiej Brytanii i Niemczech.
Na początku lat dziewięćdziesiątych XX wieku Ubisoft wprowadził w życie własny program rozwoju, co doprowadziło w 1994 roku do otwarcia studia w Montreuil we Francji, które później stało się główną siedzibą Ubisoftu. W tym samym roku Michel Ancel wymyślił postać Raymana. W 1996 roku Ubisoft stał się publiczną firmą, która wciąż się rozwijała otwierając nowe siedziby już na całym świecie, między innymi w Szanghaju i Montrealu.
W roku 2000 Ubisoft objął amerykańską siedzibę Red Storm Entertainment, rozwijającego się studia, założonego przez pisarza Toma Clancy’ego. W 2001 roku Ubisoft nabył Blue Byte Software, znane z serii The Settlers. W 2003 wydawnictwo miało już swe jednostki w 22 krajach. W tym czasie wydano między innymi: Tom Clancy’s Splinter Cell, Prince of Persia: Piaski czasu, XIII, Rayman 3: Hoodlum Havoc i Tom Clancy’s Rainbow Six 3: Raven Shield.
W latach 2002–2003 Ubisoft zarobił 453 miliony euro; w latach 2003-2004 suma urosła do 508 milionów euro. Od 2004 roku w Ubisofcie pracowało ponad 2350 osób, z czego ponad 1700 osób w produkcji. Yves Guillemot, jeden z pięciu braci – założycieli, jest obecnie prezesem Ubisoftu.
Na przełomie XX i XXI wieku Ubisoft zajął się wydaniem gier online, m.in. Uru: Ages Beyond Myst, The Matrix Online oraz europejskiej i chińskiej wersji EverQuesta. Wydawca założył ubi.com jako swoją główną stronę. W lutym 2004 roku Ubisoft zrezygnował z prac nad Uru i wsparcia dla The Matrix Online. Mimo tego tydzień później zapowiedziano nabycie Wolfpack Studios, twórców MMORPG Shadowbane, a w lipcu 2004 roku Tom Clancy’s Splinter Cell: Pandora Tomorrow został wydany na Xboxa i PlayStation 2.
20 grudnia 2004 roku Electronic Arts (EA) wykupił 19,9% udziałów w firmie. Spowodowało to pojawienie się spekulacji zwiastujących wykupienie Ubisoftu. Nie doszło to jednak do skutku, a w lipcu 2010 r. EA sprzedało 15% udziałów w firmie.
20 sierpnia 2008 roku na targach Games Convention w Lipsku przedstawiciele Ubisoftu poinformowali, że wkrótce w Warszawie powstanie oddział tej firmy, który zajmie się dystrybucją jej tytułów na terenie Polski, a także będzie je polonizował również na konsole – pierwszym takim tytułem był Far Cry 2.
W listopadzie 2008 roku Ubisoft przejął studio Massive Entertainment od firmy Activision.
W lipcu 2011 roku Ubisoft zaczął współpracę z firmą Owlient.

## Studia i oddziały
- Ubisoft Reflections
- Ubisoft Barcelona
- Ubisoft Casablanca
- Ubisoft Chengdu
- Ubisoft Germany
  - Blue Byte Software
  - Related Designs Software GmbH
- Ubisoft India
- Ubisoft Ukraine
- Ubisoft Massive
- Ubisoft Milan
- Ubisoft Montpellier
- Ubisoft Montréal
- Ubisoft Poland
  - Hybride Technologies
  - Quazal
- Nadeo
- Ubisoft Nagoya
- Ubisoft Paris
- Ubisoft Polska
- Ubisoft Quebec
- Ubisoft Red Storm
- Ubisoft Romania
- Ubisoft São Paulo
- Ubisoft San Francisco
- Ubisoft Saguenay
- Ubisoft Shanghai
- Ubisoft Singapore
- Ubisoft Tokyo
- Ubisoft Toronto
- Ubisoft Vancouver